# U.S. Men's Clay Court Championships 2008
U.S. Men's Clay Court Championships 2008 — тенісний турнір, що проходив на ґрунтових кортах у місті Houston, США з 14 квітня . Належав до категорії International Series.

## Фінальна частина

### Одиночний розряд
Марсель Гранольєрс —  Джеймс Блейк 6–4, 1–6, 7–5

### Парний розряд
Ернестс Гулбіс /  Райнер Шуттлер —  Пабло Куевас /  Марсель Гранольєрс 7–5, 7–6(7–3)